# Emma Davidsmeyer
Emma Davidsmeyer (* 30. März 1999) ist eine deutsche Hockeyspielerin.

## Sportliche Karriere
Emma Davidsmeyer begann beim Bremer HC und spielt seit 2019 beim Club an der Alster, mit dem sie 2020 den deutschen Meistertitel im Hallenhockey gewann.
Davidsmeyer nahm von 2014 bis 2021 an 63 Länderspielen in den verschiedenen Altersklassen im Juniorinnen-Bereich teil. Ihre größten Erfolge waren der zweite Platz bei der U18-Europameisterschaft 2016 und der dritte Platz bei der U21-Europameisterschaft 2019.
2019 debütierte Emma Davidsmeyer in der Nationalmannschaft. Bei der Hallenhockey-Europameisterschaft 2020 in Minsk belegte sie mit der deutschen Mannschaft den vierten Platz. Bei den Olympischen Spielen 2024 in Paris war Davidsmeyer mit einer P-Akkreditierung dabei und wurde einmal eingesetzt.
Davidsmeyer bestritt 39 Länderspiele, davon fünf in der Halle. (Stand 14. Juni 2024) 